# Tokyo Disney Resort
Tokyo Disney Resort (東京ディズニーリゾート, Tōkyō Dizunī Rizōto) est un resort, ou complexe de loisirs, associé à la Walt Disney Company et situé à 15 kilomètres à l'est du centre de Tokyo au Japon dans la baie de Tokyo, sur un polder de la ville d'Urayasu (préfecture de Chiba). Il reçoit chaque année plus de 20 millions de visiteurs.
Disney ne possède rien du domaine. Ce dernier est la propriété de la Oriental Land Company (OLC), une société japonaise finançant et exploitant l'ensemble du domaine. Mais Disney perçoit un pourcentage du chiffre d'affaires de l'ordre de 5 à 10 % (selon les sources).

Le complexe s'étend sur près de 2 km² (200 ha) et comprend les parcs à thèmes de Tokyo Disneyland et Tokyo DisneySea ainsi que plusieurs hôtels et une zone commerciale, Ikspiari.
La société OLC avait racheté en 2001 la totalité des Disney Store au Japon avant de les revendre à Disney en 2009.

## Historique
En 1960, la société Oriental Land Company (OLC) est fondée. En avril 1969 Disney et OLC signent un accord pour la création d'un parc à Urayasu, à 15 km de Tokyo. En novembre 1975 les travaux de création du terre-plein prennent fin.
Le 15 avril 1983, Tokyo Disneyland ouvre ses portes au public. Le 1er décembre 1989, la gare ferroviaire de Mahaima ouvre juste à côté du complexe.
En juillet 2000 la zone commerciale Ikspiari et le Disney's Ambassador Hotel ouvrent au nord du domaine près de la gare de Maihama. En juillet 2001 la ligne de monorail Disney Resort Line est mise en service, desservant les deux parcs, les hôtels et la gare de Maihama.
Le 4 septembre 2001 le parc à thèmes Tokyo DisneySea et l'hôtel Disney's Hotel Miracosta ouvrent leurs portes au sud du domaine ainsi qu'un énorme parking de plusieurs étages.
En 2005, une information apparaît dans les rapports annuels d'OLC : l'ouverture d'un nouvel hôtel. En février 2006 l'ouverture du Tokyo Disneyland Hotel est annoncée.
Le 3 juin 2008, Le Cirque du Soleil dévoile son nouveau spectacle, ZED, pour le Tokyo Disney Resort.

### 2011: Séisme de mars et conséquences
Le 11 mars 2011, le resort est contraint de fermer ses portes après avoir été touché par le séisme du 11 mars 2011 au Japon dans le but de procéder à des vérifications. Les 70 000 visiteurs des deux parcs ont été bloqués sur le site dont 20 000 ont dû dormir sur le site. Le site officiel indique dès le lendemain que le parc prévoit de rouvrir le 22 mars,.
Le 15 mars 2011, une nouvelle annonce est faite : la date de réouverture du resort (qui était prévue pour le 22 mars) reste encore indéterminée, en raison des restrictions électriques qui vont être appliquées, des répliques du séisme, voire à des polluants radioactifs à la suite des accidents nucléaires de Fukushima qui envahiraient Tokyo et sa région. Le même jour, Walt Disney Parks and Resorts annonce offrir 2,5 millions de dollars au Japon pour aider les victimes du séisme, tandis que le complexe de Tokyo Disney Resort reste fermé pendant plusieurs jours. Le 26 mars 2011, le complexe reste fermé jusqu'à nouvel ordre tandis que les employés des bureaux de Disney et des Disney Store ont repris leurs activités depuis le 22 mars.
Le 10 avril 2011, OLC annonce que la réouverture de Tokyo Disneyland, du Tokyo Disneyland Hotel et du Disney's Ambassador Hotel aura lieu le 15 avril 2011, jour du 28e anniversaire du parc. En revanche, Tokyo DisneySea et le Disney's Hotel Miracosta ne rouvriront pas à cette date et restent fermés jusqu'à nouvel ordre. Le 23 avril 2011, la presse confirme que l'ensemble du complexe est contraint de réduire sa consommation électrique avec par exemple des fermetures à 18 h au lieu de 22 h, l'arrêt des escalators, des fontaines et des sèches-mains électriques. OLC prévoit d'augmenter sa production électrique, qui compte déjà des panneaux solaires et un groupe électrogène au gaz naturel produisant 3 MW, avec trois groupes électrogènes supplémentaires de 5 MW chacun soit  18 MW, plus de 25 % des besoins du complexe estimé à 570 MW par jour. Le 28 avril 2011, la réouverture du parc Tokyo DisneySea est annoncée pour le 29 avril au matin tandis que les horaires de Tokyo Disneyland reviennent à la normale, mais la consommation électrique reste réduite dans le reste du complexe avec par exemple l'air conditionné des hôtels.
Le 24 juillet 2011, OLC annonce la fermeture du spectacle ZED  présenté par le Cirque du Soleil pour des raisons financières aggravées par le séisme du 11 mars 2011 au Japon. Le 3 octobre 2011, OLC annonce que la fréquentation pour la période avril-septembre 2011 a chuté de 17,1 % à la suite du séisme.

### 2012-2019: Retour à la normale et projets
Le 15 mai 2012, Le Tokyo Disney Resort accepte désormais les cérémonies de mariage homosexuelles au sein du programme Disney's Fairy Tale Weddings, les parcs américains le faisant depuis 2007. Le 24 décembre 2013, Oriental Land Company annonce un accord Dai-ichi Mutual Life Insurance sur l'achat d'un terrain de 23 000 m2 situé au sein du Tokyo Disney Resort occupé par le Tokyo Bay NK Hall, acheté pour 9,3 millions de yens et avec une acquisition effective en avril 2016. Le 31 octobre 2014, Oriental Land Company annonce un projet de 4,5 milliards de dollars pour doubler la taille du Fantasyland de Tokyo Disneyland et ajouter un nouveau land à Tokyo DisneySea.
Le 28 avril 2015, Oriental Land Company annonce la création pour après 2017 d'un land sur La Reine des neiges (2013) à Tokyo DisneySea pour 2018 et le doublement de Fantasyland à Tokyo Disneyland,,.
Le 27 avril 2016, Oriental Land Company annonce l'ouverture de plusieurs attractions d'ici 2020 dont un land sur La Belle et la Bête, une attraction sur Les Nouveaux Héros, un espace consacré à Minnie dans Mickey's Toontown et une déclinaison de Soarin' dans Mediterranean Harbor de Tokyo DisneySea,. Le  5 juillet 2016, Oriental Land Company confirme la création d'un land sur La Belle et la Bête pour le printemps 2020 et repousse celui sur La Reine des neiges (2013) à Tokyo DisneySea pour après 2021 .
Le 31 janvier 2017, Oriental Land Company annonce des événements exceptionnels comme des parades spéciales La Reine des neiges et des remises dans l'espoir d'inverser une baisse de son chiffre d'affaires pour son exercice clôturant en mars. Le 21 septembre 2017, le fonds souverain singapourien GIC Pte achète 51 % du Sheraton Grande Tokyo Bay Hotel pour 464 millions d'USD. Le 29 novembre 2017, Oriental Land Company annonce un plan d'investissements de 2,68 milliards d'USD pour le Tokyo Disney Resort jusqu'en 2023 en vue d'augmenter de 30 % l'offre d'attractions avec un nouveau parc à l'ouest du complexe et de décongestionner le site avec une structure de parkings de 4 000 places,,,.
Le 5 février 2018, Oriental Land Company évoque le thème du ciel ("sky") pour le projet de troisième parc de Tokyo Disney Resort après Disneyland ("terre") et DisneySea ("mer"). Le 21 février 2018, Oriental Land Company lance une application mobile offrant les informations de temps d'attente, l'achat de billets, la réservation d'hôtels et l'achat de produits alors que ses concurrents japonais le font depuis plusieurs années. Le 31 mai 2018, un projet de casino sur une île artificielle a été déposé auprès de la préfecture de Chiba, à proximité du Tokyo Disney Resort.
Le 16 avril 2018, lors de son 35e anniversaire, le complexe de annonce la construction d'un parking silo pour 2019 qui permettra l'agrandissement des parcs à thèmes. Le 14 juin 2018, Oriental Land Company et Tokyo Disney Resort annoncent un projet d'agrandissement de 2,3 milliards d'USD du parc Tokyo DisneySea pour 2022 comprenant un hôtel de 475 chambres, une zone La Reine des neiges, une autre sur Raiponce et une troisième sur Peter Pan,,,,. Le 25 juin 2018, Tokyo Disney Resort annonce le lancement de son application mobile pour le 5 juillet. Le 28 novembre 2018, Oriental Land Company annonce la construction d'un nouvel hôtel de 11 étages et 600 chambres pour 2021-2022 sur le thème de Toy Story à Tokyo Disney Resort,.
Le 25 mars 2019, Tokyo Disney Resort annonce la mise en place d'un système FastPass sur smartphone comme aux États-Unis et à Shanghai.

### 2020: pandémie du coronavirus COVID-19
En raison de la pandémie de Covid-19, le resort ferme le samedi 29 mars 2020.
La réouverture du resort a lieu le 1er juillet 2020.

## Le domaine
Le complexe de loisirs comprend :
- Tokyo Disneyland
- Tokyo DisneySea
- Ikspiari (zone commerciale)
- Bon Voyage (une boutique)

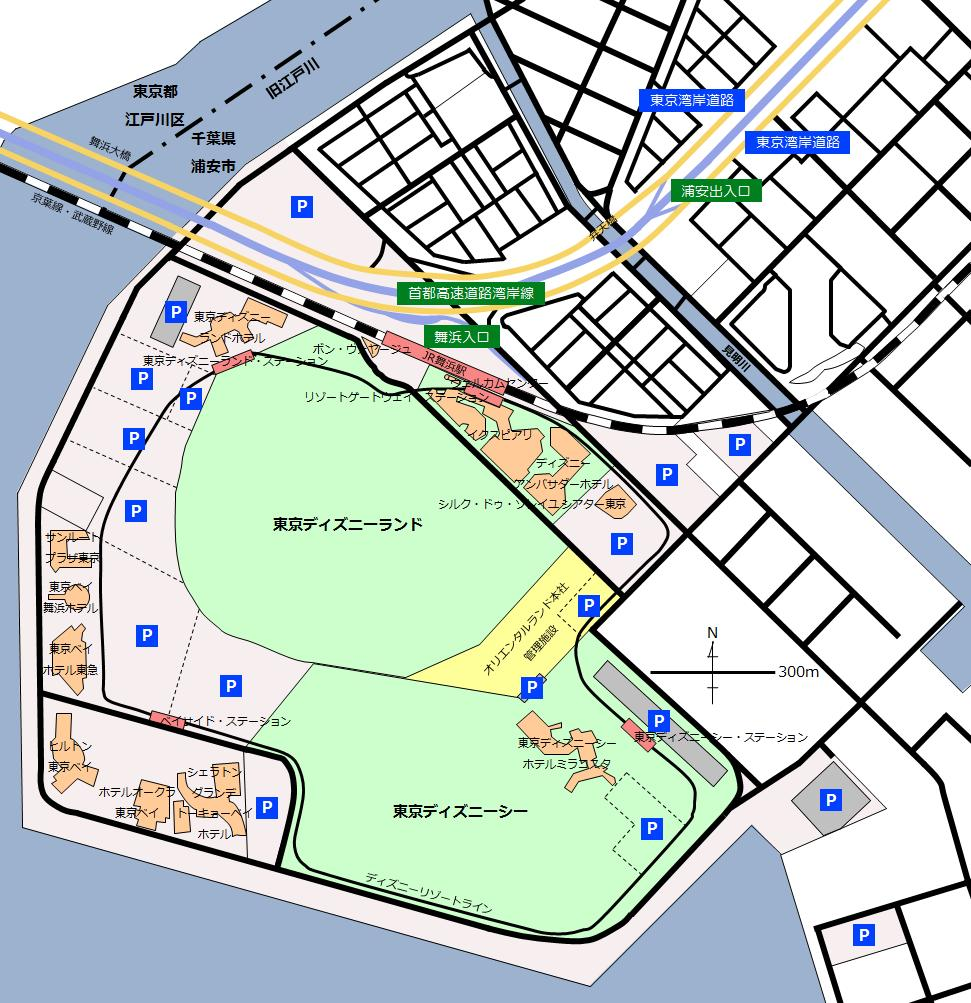
Schéma du domaine (version japonaise).

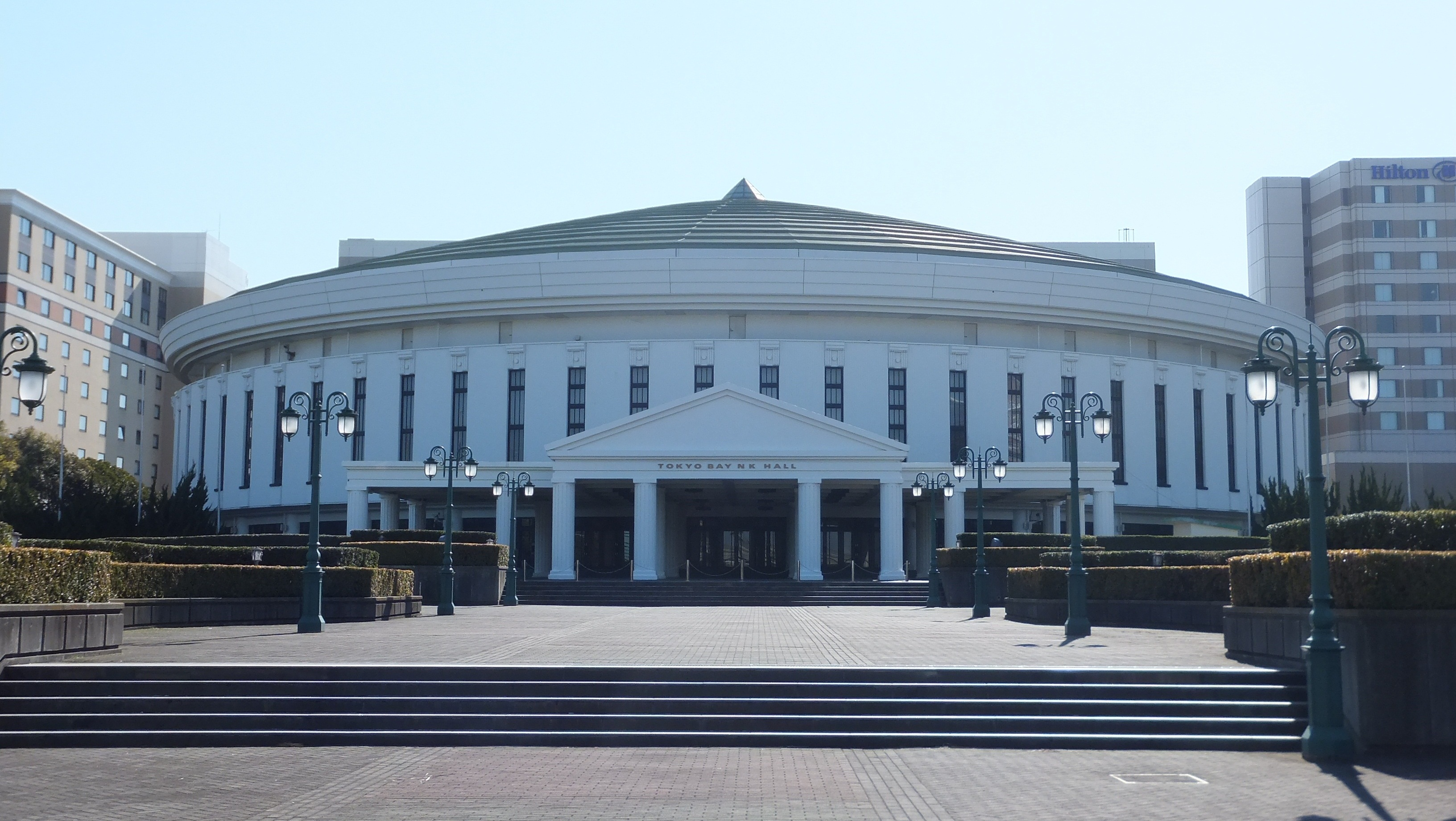
Le Tokyo Bay NK Hall en 2012 (détruit en 2015)

- un Cirque du Soleil de 5400 mètres carrés et de 2 170 places
- le Tokyo Bay NK Hall était une salle de spectacle et centre de convention au milieu des hôtels partenaires. Elle a ouvert en 1988 et fermé en 2005.

### Les hôtels
- Disney's Ambassador Hotel
- Disney's Hotel Miracosta
- Tokyo Disneyland Hotel
- Tokyo Disney Celebration Hotel, reconversion des Palm and Terrase Hotel Resort
- Hotel de la zone Fantasy Springs de Tokyo DisneySea prévu en 2022
- Tokyo Disney Resort Toy Story Hotel prévu pour 2021-2022[45] (calqué sur celui de Shanghai Disney Resort)
- cinq hôtels partenaires existent et sont situés entre Tokyo Disneyland et Tokyo DisneySea le long du monorail.
  - Sunroute Plaza Tokyo
  - Tokyo Bay Maihama Hotel
  - Tokyo Bay Maihama Hotel Club Resort
  - Hilton Tokyo Bay
  - Hotel Okura Tokyo Bay
  - Sheraton Grande Tokyo Bay Hotel

### Les systèmes de transports

#### Disney Resort Line
C'est la ligne de monorail (Voir Disney Resort Line.)

#### Disney Resort Cruiser

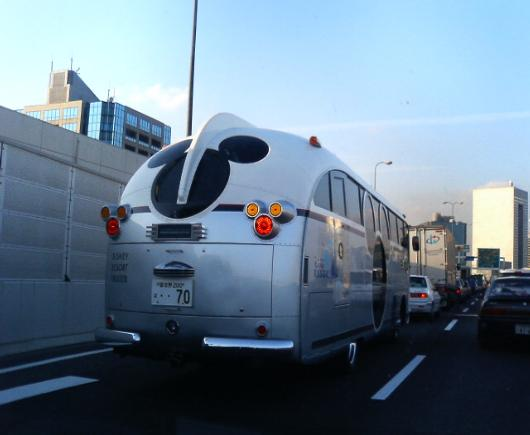
arrière d'un des Disney Resort Cruiser

C'est un service de bus à l'américaine comme ceux des années 1930, entièrement chromé, avec un Mickey sur le côté. Ils desservent selon deux lignes les hôtels Disney depuis la gare de train de Maihama et Ikpsiari (Route A) et les hôtels partenaires (Route B) depuis la gare de monorail de Bayside.

#### Les parkings
Actuellement le Tokyo Disney Resort possède deux systèmes de parking sans compter celui de Ikspiari.

Le premier parking est celui d'origine, ouvert en 1983 entre l'entrée de Tokyo Disneyland et les hôtels partenaires en bordure de la baie de Tokyo. C'est un parking de surface de plus de 8 000 places. Il est découpé en 4 sections (Mickey, Donald, Goofy et Pinocchio). Depuis 2001, il a été agrandi vers le sud devant les hôtels partenaires. La surface en est presque doublée. Mais la section Mickey du parking a été en partie réduite afin de construire la gare du Disney Resort Line.
En février 2005 un projet de construction sur ce parking a été annoncé. Il doit être remplacé à terme par une (autre) structure de plusieurs étages; et surtout par un hôtel de style victorien à l'entrée du parc derrière la gare qui semble devoir s'appeler Disneyland hôtel. Il sera assez semblable à celui de France et celui de Hong Kong.
Le second parking est une structure située à l'entrée de Tokyo DisneySea. Il s'agit d'un bâtiment assez étroit (environ 50 m) de plus de 1000 m de long sur 5 étages. Un double parking de surface permet toutefois à gauche de l'entrée de cette structure d'accueillir des bus. Environ 300 bus peuvent ainsi stationner.

### L'entrée depuis la gare de Maihama
La gare de Maihama est une gare de chemin de fer exploitée par la Keisei Electric (associé dans OLC, le propriétaire du complexe). Elle permet de rejoindre le centre de Tokyo. C'est la principale porte d'accès du complexe avec l'échangeur autoroutier qui est mitoyen de la gare (situé juste derrière au nord).
En raison de la forte fréquentation de la gare, OLC a depuis 2001 fortement développé cette porte d'entrée du complexe.
En sortant de la gare, trois chemins desservent le complexe. (Un petit quatrième de l'autre côté dessert les zones résidentielles alentour.) 
- Juste à droite commence un pont permettant de rejoindre l'entrée de Tokyo Disneyland, située de l'autre côté de la route longeant la gare. C'est le long de ce pont que la boutique Bon Voyage a été construite juste avant la route. Le pont enjambe ensuite la zone de dépose-minute du royaume enchanté pour atterrir au pied de la gare de monorail de style victorien à l'entrée du parc. Ce chemin permet aux visiteurs de ne pas traverser la rue comme avant.
- En face de la gare une grande zone permet aux bus et aux particuliers de déposer des personnes à la gare. Elle sert aussi de gare de bus pour le complexe avec la Route A du Disney Resort Cruiser.
- À gauche de la gare, le complexe commercial d'Ikspiari ouvre ses portes. Mais avant d'y arriver il faut d'abord passer devant le Welcome Center puis sous la ligne de monorail. L'entrée du monorail se fait au deuxième niveau du complexe commercial. Ensuite on arrive dans le "Courtyard" et on peut laisser sur notre droite le cylindre de Camp Nepos.

#### Le Welcome Center

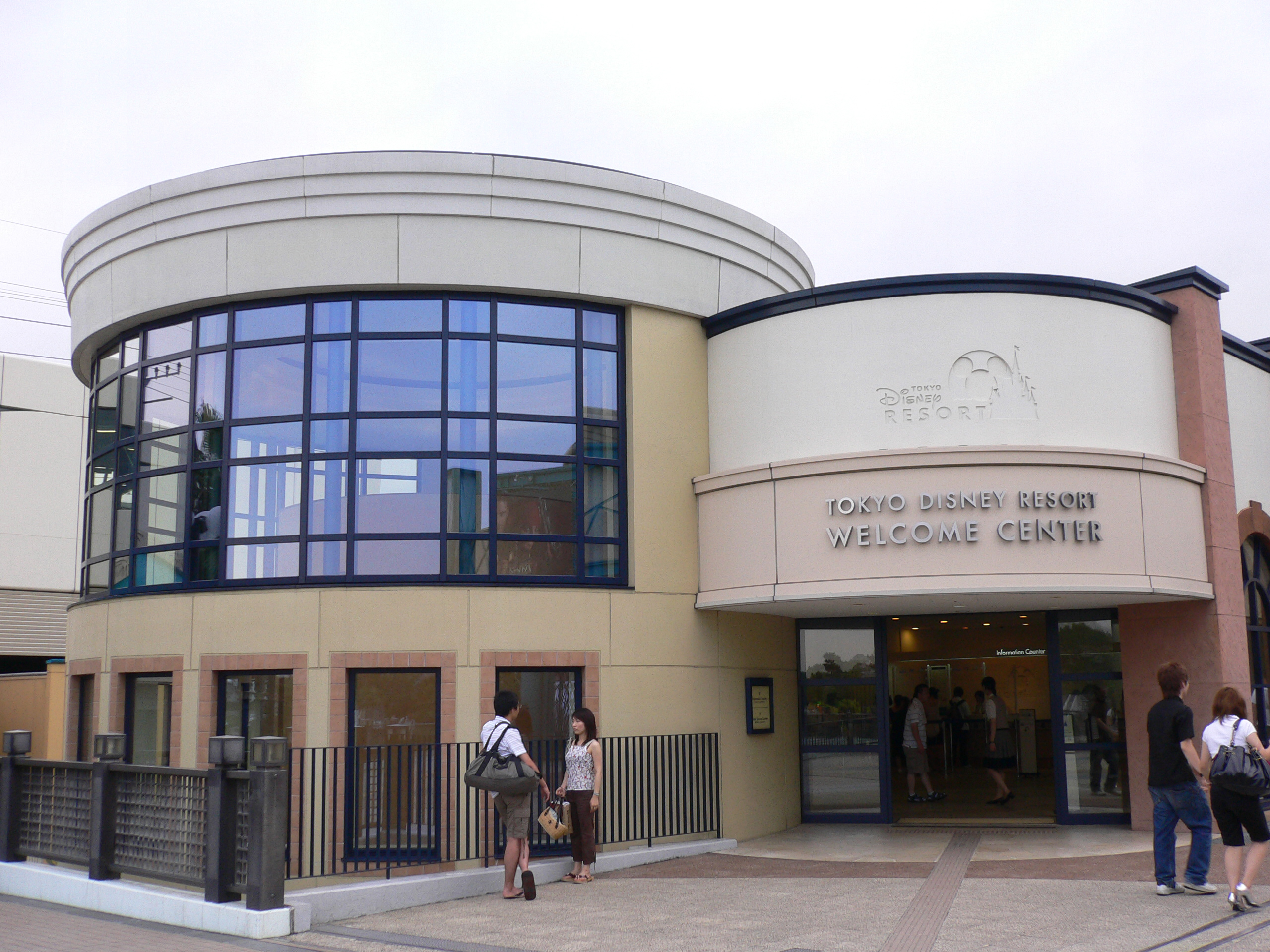
Entrée du Welcome Center

C'est un bâtiment de deux étages ouvert durant l'été 2001 à l'entrée du complexe juste entre la gare de train de Maihama et celle de monorail d'Ikspiari. Il sert de centre d'accueil et d'information principal pour le complexe.
L'entrée se fait par un pavillon circulaire aux parois de verre. Ensuite deux « comptoirs » sont à la disposition des visiteurs dans le pavillon perpendiculaire situé derrière le long du monorail:
- Information Counter à l'étage supérieur permet de réserver des billets et des restaurants dans les parcs. On peut même acheter les billets une heure en avance pour le jour même sans faire la queue devant les parcs. Les passeports annuels s'achètent dorénavant ici.
- Hotel Service Counter  à l'étage inférieur propose un comptoir pour chaque hôtel du complexe et pour les différents systèmes de transports.

## Analyse économique et touristique

### Fréquentations
| Année Fiscale (du 1er avril au 31 mars) | Tokyo Disneyland | Tokyo DisneySea | Semestre | Semestre | Total annuel |
| --------------------------------------- | ---------------- | --------------- | -------- | -------- | ------------ |
| 1984                                    |                  |                 | 5 727    | 4 206    | 9 933        |
| 1985                                    |                  |                 | 5 901    | 4 115    | 10 013       |
| 1986                                    |                  |                 | 6 447    | 4 228    | 10 675       |
| 1987                                    |                  |                 | 6 354    | 4 311    | 10 665       |
| 1988                                    |                  |                 | 6 720    | 5 255    | 11 975       |
| 1989                                    |                  |                 | 7 367    | 6 015    | 13 382       |
| 1990                                    |                  |                 | 7 839    | 6 913    | 14 752       |
| 1991                                    |                  |                 | 8 579    | 7 297    | 15 876       |
| 1992                                    |                  |                 | 8 658    | 7 481    | 16 139       |
| 1993                                    |                  |                 | 8 244    | 7 571    | 15 815       |
| 1994                                    |                  |                 | 8 656    | 7 373    | 16 030       |
| 1995                                    |                  |                 | 7 696    | 7 813    | 15 509       |
| 1996                                    |                  |                 | 8 865    | 8 121    | 16 986       |
| 1997                                    |                  |                 | 8 820    | 8 547    | 17 368       |
| 1998                                    |                  |                 | 8 425    | 8 261    | 16 686       |
| 1999                                    |                  |                 | 8 532    | 8 927    | 17 459       |
| 2000                                    |                  |                 | 8 236    | 8 271    | 16 507       |
| 2001                                    |                  |                 | 7 979    | 9 321    | 17 300       |
| 2002                                    |                  |                 | 9 299    | 12 748   | 22 047       |
| 2003                                    |                  |                 | 11 955   | 12 865   | 24 820       |
| 2004                                    |                  |                 | 12 307   | 13 166   | 25 473       |
| 2005                                    |                  |                 | 12 029   | 12 992   | 25 021       |
| 2006                                    | 12 900 (3)       | 12 103 (4)      | 11 662   | 13 104   | 24 766       |
| 2007                                    | 13 906 (3)       | 12 413 (4)      | 12 044   | 13 772   | 25 816       |
| 2008                                    | 14 293 (3)       | 12 498 (5)      | 12 170   | 13 254   | 25 424       |
| 2009                                    | 13 646 (3)       | 12 004 (5)      | 13 048   | 14 173   | 27 221       |
| 2010                                    | 14 452 (3)       | 12 663 (4)      | 12 301   | 13 517   | 25 818       |
| 2011                                    | 13 996 (3)       | 11 930 (4)      | 12 954   | 12 412   | 25 366       |
| 2012                                    | 14 847 (2)       | 12 656 (4)      | 10 739   | 14 608   | 25 347       |
| 2013                                    | 17 214 (2)       | 14 084 (4)      | 13 250   | 14 253   | 27 503       |
| 2014,                                   | 17 300 (2)       | 14 100 (4)      | 15 359   | 15 938   | 31 298       |
| 2015,                                   | 16 600 (3)       | 13 600 (5)      |          |          | 30 191       |
| 2016,                                   | 16 540 (3)       | 13 460 (5)      |          |          | 30 004       |
| 2017 ,                                  | 16 600 (3)       | 13 500 (4)      |          |          | 29 500       |
| 2018                                    | 17 907 (3)       | 14 651 (4)      |          |          |              |
| 2019                                    | 17 910 (3)       | 14 650 (4)      |          |          |              |
| 2020                                    | 4 160 (3)        | 3 400 (4)       |          |          |              |
| 2021                                    | 6 300 (3)        | 5 800 (4)       |          |          |              |
| 2022                                    | 12 000 (3)       | 10 100 (4)      |          |          |              |